# Pterotolithus maculatus
Pterotolithus maculatus är en fiskart som först beskrevs av Cuvier, 1830.  Pterotolithus maculatus ingår i släktet Pterotolithus och familjen havsgösfiskar. IUCN kategoriserar arten globalt som livskraftig. Inga underarter finns listade i Catalogue of Life.